# A la carta (programa de televisión)
A la carta fue un programa de televisión producido por Martingala y emitido por la cadena española Antena 3 en 2004.

## Formato
Emitido de lunes a viernes de 16'30 a 18'30 se adapta al formato magazine, abordando temas de actualidad, entrevistas, música, moda, cocina y crónica social.

## Colaboradores
El programa estaba presentado por Agustín Bravo, acompañado por Rocío Espartero, Patricia Pérez y Víctor Sandoval, estos dos últimos en la sección A quien le importa, de crónica rosa. También fueron colaboradores Coto Matamoros, Luis Rollán, Carlos Ferrando, Beatriz Cortázar, Carlos Pérez Gimeno, Pepa Jiménez, Manu Berasategui, Enrique Miguel Rodríguez, Ángel Antonio Herrera, Josemi Rodríguez Sieiro, Judit Mascó e Ismael Prados.

## Audiencias
El programa fue retirado finalmente de la parrilla de programación por no haber alcanzado las expectativas de audiencia esperadas.